# USS Higgins (DDG-76)
USS Higgins (DDG-76) — эсминец УРО типа «Арли Бёрк». Построен на верфи Bath Iron Works, приписан к морской станции Сан-Диего, штат Калифорния. Приписан к 21-й эскадре Тихоокеанского флота США.